# Stefan Ortega
Stefan Ortega (ur. 6 listopada 1992 w Calden) – niemiecki piłkarz występujący na pozycji bramkarza w angielskim klubie Manchester City.

## Kariera klubowa

### Arminia Bielefeld
W 2007 dołączył do akademii Arminii Bielefeld. 1 lipca 2011 został przesunięty do pierwszego składu. Zadebiutował 24 sierpnia 2011 w meczu Pucharu Westfalii przeciwko TSV Rischenau (0:10). W 3. Fußball-Lidze zadebiutował 1 października 2011 w meczu przeciwko 1. FC Heidenheim (0:1). W sezonie 2012/13 jego zespół zajął drugie miejsce w tabeli i awansował do wyższej ligi. W 2. Bundeslidze zadebiutował 21 lipca 2013 w meczu przeciwko SpVgg Greuther Fürth (2:0).

### TSV 1860 Monachium
1 lipca 2014 podpisał kontrakt z drużyną TSV 1860 Monachium. Zadebiutował 22 sierpnia 2014 w meczu 2. Bundesligi przeciwko 1. FC Heidenheim (2:2).

### Arminia Bielefeld
1 lipca 2017 powrócił do klubu Arminia Bielefeld. W sezonie 2019/20 jego zespół zajął pierwsze miejsce w tabeli i awansował do najwyższej ligi. W Bundeslidze zadebiutował 19 września 2020 w meczu przeciwko Eintrachtowi Frankfurt (1:1).

## Statystyki

### Klubowe
(aktualne na dzień 25 stycznia 2021)
| Klub               | Sezon              | Liga               | Liga  | Liga   | Puchar kraju | Puchar kraju | Inne  | Inne   | Suma  | Suma   |
| Klub               | Sezon              | Liga               | Mecze | Bramki | Mecze        | Bramki       | Mecze | Bramki | Mecze | Bramki |
| ------------------ | ------------------ | ------------------ | ----- | ------ | ------------ | ------------ | ----- | ------ | ----- | ------ |
| Arminia Bielefeld  | 2011/12            | 3. Fußball-Liga    | 20    | 0      | 0            | 0            | 4     | 0      | 24    | 0      |
| Arminia Bielefeld  | 2012/13            | 3. Fußball-Liga    | 1     | 0      | 0            | 0            | 5     | 0      | 6     | 0      |
| Arminia Bielefeld  | 2013/14            | 2. Bundesliga      | 17    | 0      | 1            | 0            | –     | –      | 18    | 0      |
| Arminia Bielefeld  | Ogólnie            | Ogólnie            | 38    | 0      | 1            | 0            | 9     | 0      | 48    | 0      |
| TSV 1860 Monachium | 2014/15            | 2. Bundesliga      | 20    | 0      | 2            | 0            | –     | –      | 22    | 0      |
| TSV 1860 Monachium | 2015/16            | 2. Bundesliga      | 15    | 0      | 3            | 0            | –     | –      | 18    | 0      |
| TSV 1860 Monachium | 2016/17            | 2. Bundesliga      | 23    | 0      | 1            | 0            | –     | –      | 24    | 0      |
| TSV 1860 Monachium | Ogólnie            | Ogólnie            | 58    | 0      | 6            | 0            | 0     | 0      | 64    | 0      |
| Arminia Bielefeld  | 2017/18            | 2. Bundesliga      | 34    | 0      | 1            | 0            | –     | –      | 35    | 0      |
| Arminia Bielefeld  | 2018/19            | 2. Bundesliga      | 31    | 0      | 0            | 0            | –     | –      | 31    | 0      |
| Arminia Bielefeld  | 2019/20            | 2. Bundesliga      | 34    | 0      | 2            | 0            | –     | –      | 36    | 0      |
| Arminia Bielefeld  | 2020/21            | Bundesliga         | 18    | 0      | 1            | 0            | –     | –      | 19    | 0      |
| Arminia Bielefeld  | Ogólnie            | Ogólnie            | 117   | 0      | 4            | 0            | 0     | 0      | 121   | 0      |
| Ogólnie w karierze | Ogólnie w karierze | Ogólnie w karierze | 213   | 0      | 11           | 0            | 9     | 0      | 233   | 0      |

## Sukcesy

### Arminia Bielefeld
- Wicemistrzostwo 3. Fußball-Ligi (1×): 2012/2013
- Mistrzostwo 2. Bundesligi (1×): 2019/2020